# Torrent de Santa Susanna
El torrent de Santa Susanna és una zona humida que es localitza al municipi d'Avinyonet del Penedès. Es tracta d'
un dels torrents que davallen del massís del Garraf i únicament porta aigua després d'episodis plujosos. El torrent roman
eixut gairebé tot l'any, excepte en uns pocs indrets, com el situat dins d'aquesta zona humida, on la presència d'aigua és
gairebé permanent. Aquesta zona humida es localitza al costat del nucli rural de Santa Susanna, en un medi envoltat de vinyes i màquia de garric (Quercus coccifera) i margalló (Chamaerops humilis). La seva superfície no arriba a les 3 Ha. En ser uns dels escassos punts d'aigua gairebé permanent del massís del Garraf, el seu interès ecològic és molt elevat. La vegetació que s'hi troba és bàsicament el canyissar i el bogar, amb algun exemplar de pollancre (Populus nigra). Algunes de les espècies que s'hi fan i que només apareixen en comptadíssims indrets del Garraf són el càrex pèndul (Carex pendula), el lliri groc (Iris pseudacorus), etc. Destaca la presència d'una omeda molt interessant, corresponent a l'hàbitat d'interès com unitari 92A0 "Alberedes, salzedes i altres boscos de ribera".
És de destacar la presència, a tocar de l'aigua, d'un dels pins pinyers (Pinus pinea) de port més gran del massís, i que sens dubte es deu beneficiar de l'elevada humitat edàfica de l'indret en comparació amb l'aridesacara cterística dels massís del Garraf. Pel que fa a la fauna invertebrada cal destacar la presència d'odonats (Calopteryx) i mol·luscs (Lymnaea). La zona és un punt de reproducció d'amfibis (especialment Bufo bufo i Epidalea calamita) i de rèptils lligats a l'aigua o a la humitat edàfica, com la serp d'aigua (Natrix maura) i el vidriol (Anguis fragilis). Aquesta zona també ha estat inclosa a l'inventari de zones humides d'interès del massís del Garraf que ha elaborat el Servei de Parcs Naturals de la Diputació de Barcelona. No s'observen impactes destacables, tret dels derivats de l'obertura d'una pista al marge dret del torrent, fa anys, que va fer desaparèixer gran part del bosc de ribera. L'accés amb vehicle a la zona està restringit (pista ta
ncada amb una cadena). Existeix un pou fet amb pedra seca al marge dret, al costat de la zona humida. Aquesta zona humida està inclosa dins l'espai del PEIN "Massís del Garraf" i dins l'espai de la Xarxa Natura 2000 ES5110013 "Serres del Litoral central".